# Gujarati

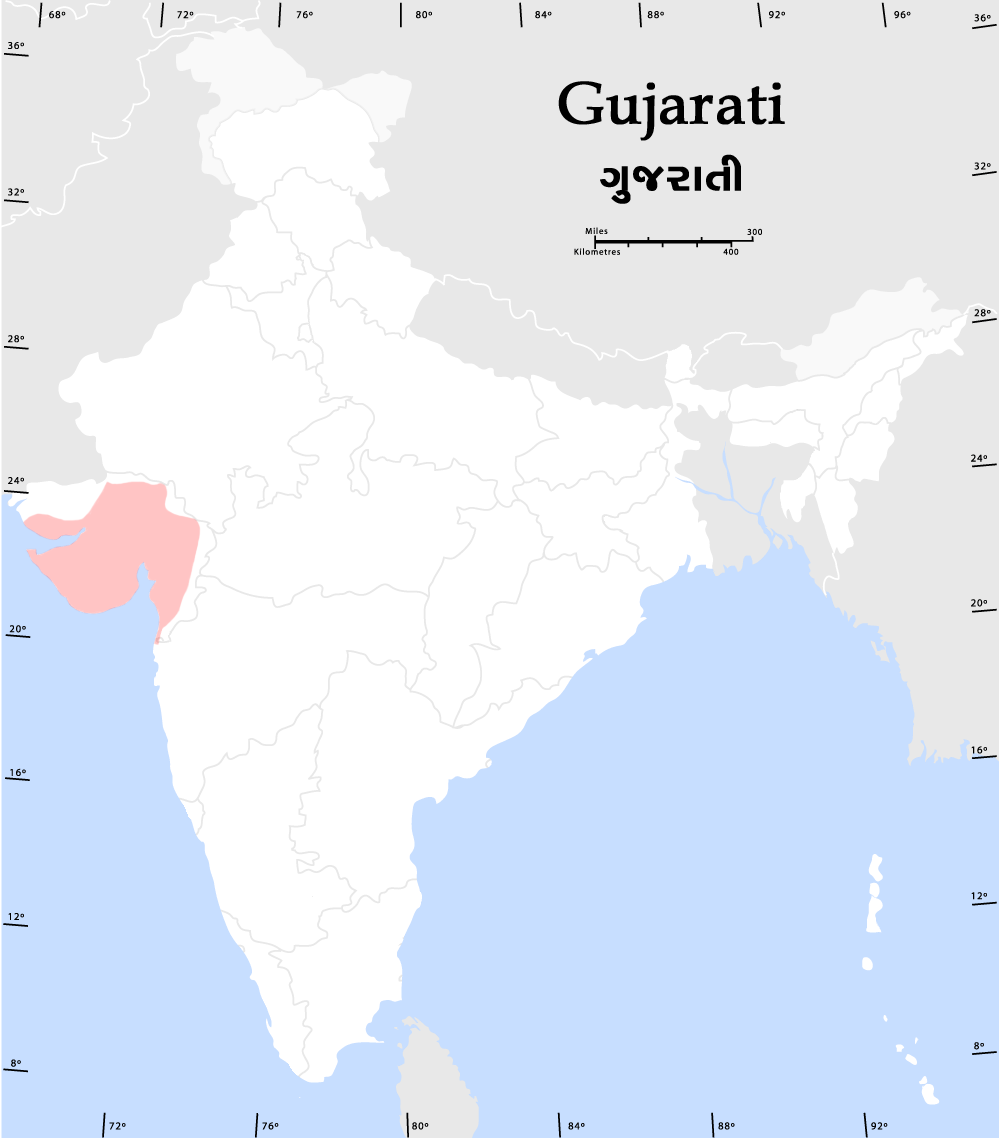
Ungefärligt utbredningsområde

Gujarati (ગુજરાતી Gujarātī) är ett indoariskt språk som talas i den indiska delstaten Gujarat. Språket talas av ungefär 46 miljoner människor, i huvudsak gujarater. Det var Mahatma Gandhis modersmål.
Alfabetet som används är specifikt för gujarati och är en variant av devanāgarī vilket används för bland andra sanskrit och hindi. Den tydligaste skillnaden mellan gujarati och devanāgarī är att gujarati saknar den linje som skär genom den övre delen av bokstäverna.
Språket härstammar liksom övriga indoariska språk från sanskrit. Substantiven har tre genus till skillnad från hindi som bara har två. Vidare har de två numerus och tre kasus (nominativ, vokativ och lokativ). Övriga kasus bildas liksom i hindi med hjälp av postpositioner. Pronomen är i det närmaste identiska med hindis. Verben byggs upp av en verbstam följd av aspekt-, tempus/modus- samt kongruensmarkörer.

## Skrift
Liksom andra skriftsystem i Brahmifamiljen så är gujarati en abugida vilket innebär att varje konsonant har en medföljande vokal (i det här fallet [ə]). Vokalen kan ändras eller avlägsnas genom att konsonanten förses med diakritiska tecken.

### Vokaler
| Fristående | Med ક (k) | ISO | IPA  | Fristående | Med ક (k) | ISO | IPA    |
| ---------- | --------- | --- | ---- | ---------- | --------- | --- | ------ |
| અ          | ક         | a   | [ə]  | આ          | કા         | ā   | [ɑ]    |
| ઇ          | કિ         | i   | [i]  | ઈ          | કી         | ī   | [i]    |
| ઉ          | કુ         | u   | [u]  | ઊ          | કૂ         | ū   | [u]    |
| ઋ          | કૃ         | r   | [ru] |            |           |     |        |
| ઍ          | કૅ         | â   | [æ]  | એ          | કે         | ē   | [e, ɛ] |
| ઑ          | કૉ         | ô   | [ɔ]  | ઓ          | કો         | ō   | [o]    |
| ઐ          | કૈ         | ai  | [əj] | ઔ          | કૌ         | au  | [əʋ]   |

### Konsonanter
| Tecken | ISO | IPA  | Tecken | ISO | IPA   | Tecken | ISO | IPA  | Tecken | ISO | IPA   | Tecken | ISO | IPA |
| ------ | --- | ---- | ------ | --- | ----- | ------ | --- | ---- | ------ | --- | ----- | ------ | --- | --- |
| ક      | k   | [k]  | ખ      | kh  | [kʰ]  | ગ      | g   | [g]  | ઘ      | gh  | [gʱ]  | ઙ      | n̄   | [ŋ] |
| ચ      | c   | [tʃ] | છ      | ch  | [tʃʰ] | જ      | j   | [dʒ] | ઝ      | jh  | [dʒʱ] | ઞ      | ñ   | [ɲ] |
| ટ      | ṭ   | [ʈ]  | ઠ      | ṭh  | [ʈʰ]  | ડ      | ḍ   | [ɖ]  | ઢ      | ḍh  | [ɖʱ]  | ણ      | ṇ   | [ɳ] |
| ત      | t   | [t]  | થ      | th  | [tʰ]  | દ      | d   | [d]  | ધ      | dh  | [dʱ]  | ન      | n   | [n] |
| પ      | p   | [p]  | ફ      | ph  | [pʰ]  | બ      | b   | [b]  | ભ      | bh  | [bʱ]  | મ      | m   | [m] |
| ય      | y   | [j]  | ર      | r   | [ɾ]   | લ      | l   | [l]  | ળ      | ḷ   | [ɭ]   | વ      | v   | [ʋ] |
| શ      | ś   | [ʃ]  | ષ      | ṣ   | [ʃ]   | સ      | s   | [s]  |        |     |       | હ      | h   | [ɦ] |